# John Gannon
John Spencer Gannon (Wimbledon, 18 dicembre 1966) è un ex calciatore inglese, di ruolo centrocampista.

## Carriera
Nel 1984 viene aggregato alla prima squadra del Wimbledon FC, militante nella seconda divisione inglese; fa però il suo effettivo esordio tra i professionisti nella stagione 1985-1986, durante un periodo trascorso in prestito in terza divisione al Crewe Alexandra (13 presenze ed una rete). Gioca invece le sue prime partite di campionato con il Wimbledon nella stagione 1986-1987, nella quale disputa 2 incontri in prima divisione; nella stagione 1987-1988 mette invece a segno 2 reti in 14 presenze e vince anche la FA Cup. Nella parte finale della stagione successiva viene poi ceduto (prima in prestito e successivamente a titolo definitivo) allo Sheffield Utd, club di terza divisione: con le Blades conquista due promozioni consecutive, ritrovandosi così all'inizio della stagione 1990-1991 nuovamente in prima divisione: gioca per quattro stagioni in questa categoria con il club di Sheffield, totalizzando rispettivamente 22, 32, 27 e 14 presenze, intervallate da un periodo in prestito (7 presenze in seconda divisione) al Middlesbrough nel 1993. Dal 1994 al 1996 gioca invece in seconda divisione, sempre nello Sheffield United. Si ritira al termine della stagione 1996-1997, nella quale gioca 6 partite in seconda divisione con l'Oldham Athletic.

## Palmarès

### Club

#### Competizioni nazionali
- Coppa d'Inghilterra: 1

Wimbledon: 1987-1988